# Stella Stevens
Stella Stevens, egentligen Estelle Caro Eggleston, född 1 oktober 1938 i Yazoo City, Mississippi, död 17 februari 2023 i Los Angeles, Kalifornien, var en amerikansk skådespelare och fotomodell.
Efter att ha medverkat i filmen Knallhatten (Li'l Abner, 1959) delade hon, med Tuesday Weld, Angie Dickinson och Janet Munro 1960 års Golden Globe i kategorin mest lovande nykomling. I januari 1960 var hon herrtidningen Playboys Playmate of the Month. 1962 spelade hon mot Elvis Presley i filmen Girls! Girls! Girls! och 1963 mot Jerry Lewis i Dr. Jäkel och Mr. Hyde (The Nutty Professor).
Stevens hade under sin karriär drygt 130 roller i filmer, TV-filmer och TV-serier. Hon syntes i bland annat Magnum, Mord och inga visor samt Nash Bridges. Stevens medverkade i filmen SOS Poseidon (1972).
1999 publicerade hon romanen Razzle Dazzle, skriven tillsammans med William Hegner.
Stevens var enda barn till Dovey och Thomas Eggleston. Hon gifte sig 1954 med elektrikern Noble Herman Stephens och paret fick en son, skådespelaren och filmproducenten Andrew Stevens. Paret skilde sig efter tre år.

## Filmografi (urval)
- 1959 – Knallhatten
- 1962 – Girls! Girls! Girls!
- 1963 – Dr. Jäkel och Mr. Hyde
- 1963 – Pappas väninnor
- 1964 – Matt Helm - Vilken toppagent
- 1970 – Balladen om Cable Hogue
- 1972 – SOS Poseidon
- 1978 – Indianernas djävulsrit
- 1983 – Chained Heat